# Ca l'Oller (Sant Jaume dels Domenys)
Ca l'Oller, o Ca l'Oller dels Arquets, és un edifici del municipi de Sant Jaume dels Domenys (Baix Penedès), inclòs en l'Inventari del Patrimoni Arquitectònic de Catalunya.

## Descripció
Es tracta d'una masia molt restaurada que presenta una construcció dedicada a l'habitatge i una sèrie de dependències utilitzades en temps antics per a les feines del camp. L'edificació consta de tres plantes. S'hi accedeix mitjançant una escalinata. La porta és semicircular i amb dovelles de pedra. La resta de les plantes han perdut el seu caire antic, ja que han estat totalment modificades. Les cobertes són de dues vessants. Pel que fa a les dependències, cal ressaltar-ne una que data del 1848, en la qual podem veure un sostre arquitravat fet amb bigues de fusta i uns contraforts que sostenen la construcció. Existeix una altra dependència posterior, del 1921. Els materials emprats en l'edificació són carreus irregulars.

## Història
La masia és situada molt a prop de l'ermita dels Arquets. El lloc dels Arquets era antigament romà (hi havia un aqüeducte romà). Si, com diu Joaquim de Camps i Arboix, la masia catalana té els seus orígens en la vil·la romana, és fàcil esbrinar les possibles arrels de l'actual mas, tot i que això no deixa de ser una hipòtesi.
El mas pertany a la família Torres. Cal destacar la necessitat de restaurar l'edifici i de cercar pels voltants de la casa possibles restes.